# 雷謝爾

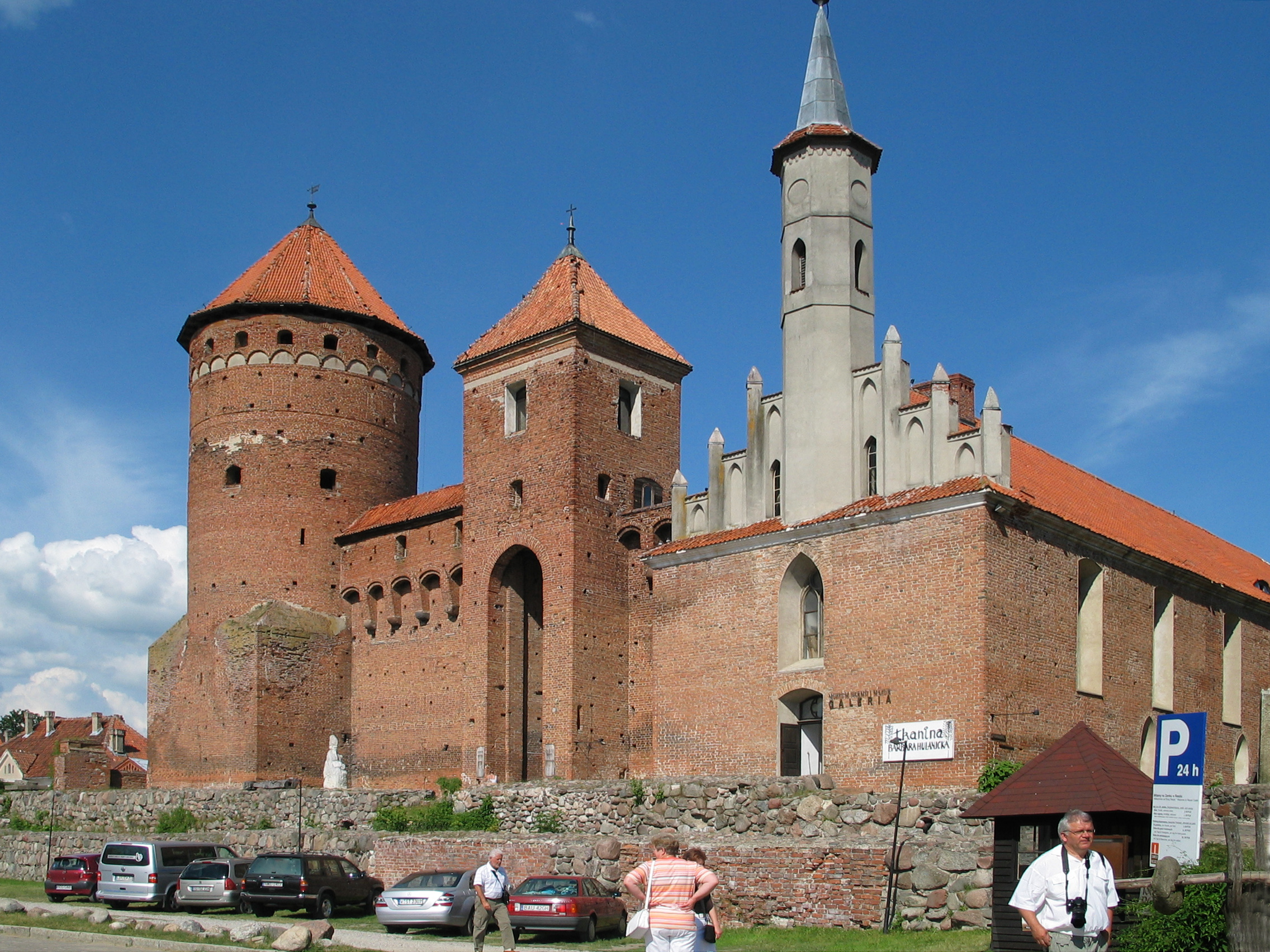

雷謝爾（波蘭語：Reszel，波蘭語發音：[ˈrɛʂɛl] ⓘ，勒塞尔）是波蘭瓦爾米亞-馬祖里省的城鎮，位於該國東北部，面積3.81平方公里，2006年人口5,098。在瓜分波蘭中，該鎮被納入普魯士王國管治範圍。

## 外部連結
- Municipal website （波兰語）
- Site of Reszel （波兰語）
- Site of Reszel （页面存档备份，存于） （英文）
- Statistics of inhabitants, birth, marriage, deaths, from 1569 （页面存档备份，存于）

54°03′N 21°09′E / 54.050°N 21.150°E